# Daïras de la wilaya de M'Sila
La wilaya de M'Sila (Algérie) est composée de quinze daïras (circonscriptions administratives), chacune comprenant plusieurs communes, pour un total de quarante-sept communes.

## Liste des daïras et des communes
Carte de leur localisation géographique par numéros.

1. M'Sila
2. Hammam Dalaa
3. Ouled Derradj
4. Sidi Aissa
5. Aïn El Melh
6. Ben Srour
7. Bou Saada
8. Ouled sidi Brahim
9. Sidi Ameur
10. Magra
11. Chellal
12. Khoubana
13. Medjedel
14. Aïn El Hadjel
15. Djebel Messaad

| Daïra             | Nombre de communes | Communes                                                    | Superficie (km²) | Population (hab.) |
| ----------------- | ------------------ | ----------------------------------------------------------- | ---------------- | ----------------- |
| M'Sila            | 1                  | M'Sila                                                      | [Laquelle ?]     | 156 647           |
| Hammam Dalaa      | 4                  | Hammam Dalaa, Tarmount, Ouled Mansour, Ouanougha            | [Combien ?]      | 69 932            |
| Ouled Derradj     | 5                  | Ouled Derradj, Maadid, M'Tarfa, Ouled Addi Guebala, Souamaa | "                | 91 531            |
| Sidi Aissa        | 3                  | Sidi Aissa, Bouti Sayah, Beni Ilmane                        | "                | 89 881            |
| Aïn El Melh       | 5                  | Aïn El Melh, Bir Foda, Aïn Fares, Sidi M'hamed, Aïn Errich  | "                | 73 421            |
| Ben Srour         | 4                  | Ben Srour, Ouled Slimane, Zarzour, Mohammed Boudiaf         | "                | 49 527            |
| Bou Saada         | 3                  | Bou Saada, El Hamel, Oultem                                 | "                | 138 880           |
| Ouled sidi Brahim | 2                  | Ouled Sidi Brahim, Benzouh                                  | "                | 16 352            |
| Sidi Ameur        | 2                  | Sidi Ameur, Tamsa                                           | "                | 29 054            |
| Magra             | 5                  | Magra, Berhoum, Aïn El Khadra, Belaiba, Dehahna             | "                | 126 017           |
| Chellal           | 4                  | Chellal, Ouled Madhi, Khettouti Sed El Djir, Maarif         | "                | 32 807            |
| Khoubana          | 3                  | Khoubana, M'Cif, El Houamed                                 | "                | 27 959            |
| Medjedel          | 2                  | Medjedel, Ouled Atia                                        | "                | 29 556            |
| Aïn El Hadjel     | 2                  | Aïn El Hadjel, Sidi Hadjeres                                | "                | 39 732            |
| Djebel Messaad    | 2                  | Djebel Messaad, Slim                                        | "                | 19 296            |